# David Belenguer
David Belenguer (Vilassar de Mar, 17 dicembre 1972) è un ex calciatore spagnolo, di ruolo difensore.